# Monarca de clatell blanc
El monarca de clatell blanc (Carterornis pileatus) és un ocell de la família dels monàrquids (Monarchidae).

## Hàbitat i distribució
Habita boscos i manglars a les illes de Buru i Halmahera, a les Moluques.